# Haus Finkeissen
Das Haus Finkeissen in der Wilhelminenstraße 50 ist ein Bauwerk in Darmstadt.

## Geschichte und Beschreibung
Das Haus Finkeissen wurde im Jahre 1955 nach Plänen des Architekten und Bauherrn Ludwig Finkeissen erbaut.
Das an dominierender Stelle errichtete Gebäude gehört stilistisch zur Nachkriegsmoderne.
Typische Details sind:
- konkav geformte Lochfassade
- nach Norden flach geneigtes über die Gebäudeecken vorkragendes „fliegendes“ Dach
- Betonung der Mittelachse und der Gebäudekanten durch Balkone auf extrem dünnen Platten
- die dekorativ an den Gebäudekanten eingeschobenen Balkone werden von runden, schlanken Stützen durchdrungen und von filigranen Geländern mit geschwungenen Streben umgeben
- eine zurückgesetzte, großzügig verglaste Erdgeschosszone
- mehrfarbige, ornamentale Sgraffiti-Arbeiten von Ernst Vogel in den Brüstungsfeldern der Fenster sowie als gliederndes gesimsartiges Band unterhalb der Traufe.

Heute beherbergt das Bauwerk eine Gaststätte (Wilhelminenhof) und Wohnungen.

## Denkmalschutz
Das Haus Finkeissen ist ein typisches Beispiel für die Nachkriegsmoderne der 1950er-Jahre in Darmstadt. 
Aus architektonischen und stadtgeschichtlichen Gründen ist das Bauwerk ein Kulturdenkmal.